# بابلو سييرا
بابلو سييرا (بالإسبانية: Pablo Sierra Madrazo) هو لاعب كرة قدم إسباني في مركز نصف الجناح، ولد في 3 أكتوبر 1978 في سانتاندير في إسبانيا. لعب مع أريس تسالونيكي وراسينغ سانتاندير وريال مورسيا ونادي ألباسيتي ونادي بورغوس ونادي سان أندرو ونادي قرطبة ونادي لاردة.

## وصلات خارجية
- بابلو سييرا على موقع قاعدة بيانات كرة القدم.إي يو (الإنجليزية)
- بابلو سييرا على موقع Soccerway.com (الإنجليزية)